# Malcriados
Malcriados (bra: Malcriados)  é um filme colombo-argentino de 2016, do gênero comédia dramática, dirigido por Felipe Martínez Amador, estrelado por Víctor Mallarino, Julieth Restrepo, Juan Fernando Sánchez, José Restrepo, Cristina Umaña e Michel Brown e produzido pela Dynamo Producciones e Patagonik Film Group. Trata-se da adaptação do filme mexicano Nosotros, los Nobles [es].

## Elenco
- Víctor Mallarino [es] como Manuel
- José Restrepo [es] como Charly
- Julieth Restrepo como Bárbara
- Juan Fernando Sánchez [es] como Javi
- Cristina Umaña como Patricia Cortés
- Juan Pablo Barragán [es] como Lucho
- Michel Brown como Alex
- Marcelo Cezán [es] como Memo Flores
- Estefanía Piñeres [es] como amiga de Charly

## Recepção
O filme recebeu resenhas mistas de parte dos críticos. No site FilmAffinity, o filme tem nota de 4,9 em 10. Adolfo C. Martínez, do jornal argentino La Nación, deu-lhe uma crítica favorável, afirmando que é "um filme divertido. Há também uma sugestão no enredo de calor e um certo ar poético que fazem da história uma espécie de fábula".